# Eisenbahnunfall von Garmisch-Partenkirchen
Der Eisenbahnunfall von Garmisch-Partenkirchen war ein durch Vorbeifahrt an einem „Halt“ gebietenden Signal am 12. Dezember 1995 gegen 9:30 Uhr verursachter Frontalzusammenstoß. Ein Toter und 51 Verletzte waren die Folge. Bei dem Unfall wurde der Gläserne Zug so schwer beschädigt, dass er seitdem nicht mehr eingesetzt werden kann.

## Ausgangssituation

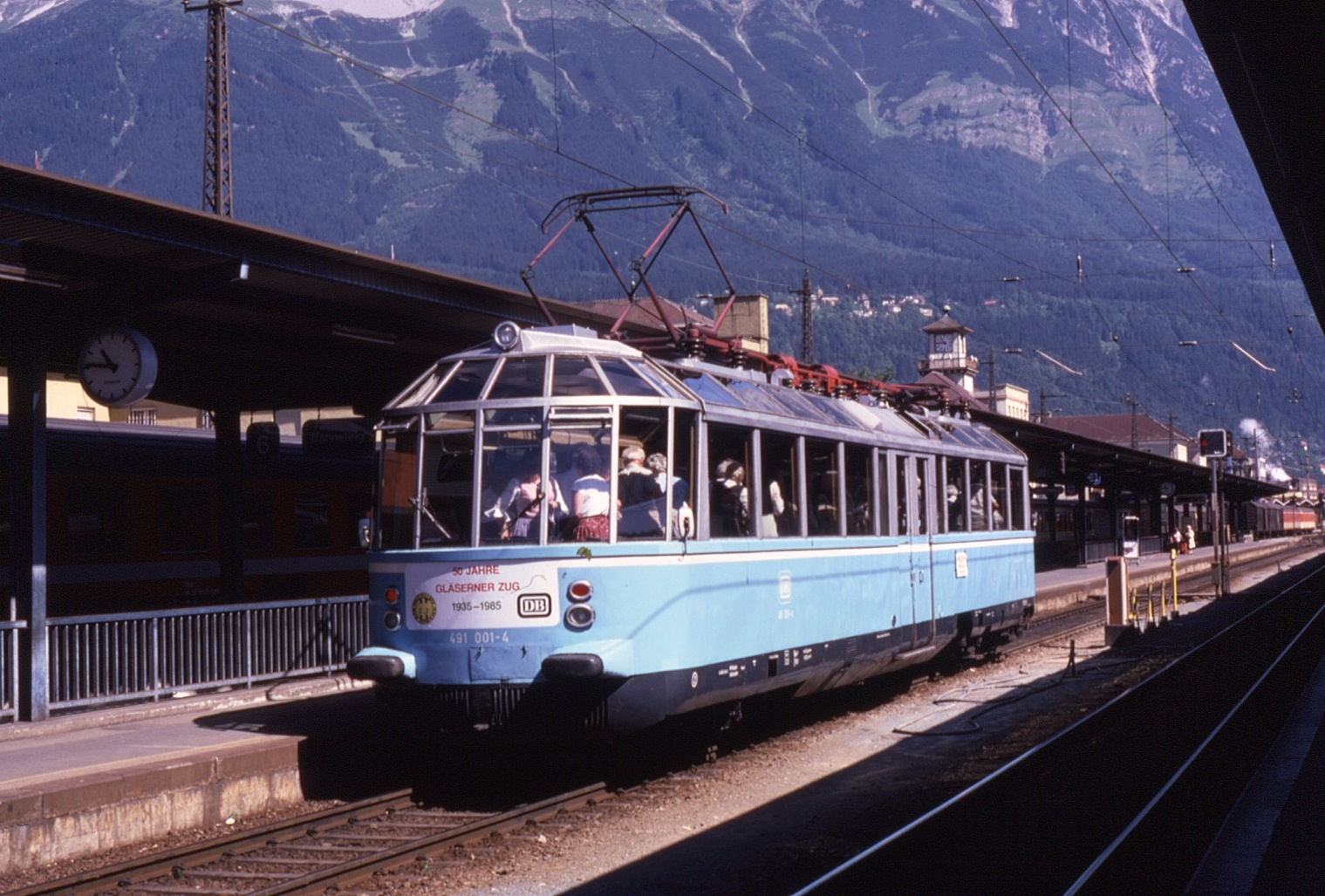
Der Triebwagen 491 001 in Innsbruck

Der Regionalexpress RE 3612, gezogen von der Lokomotive 1044 235 der ÖBB, von Innsbruck Hauptbahnhof war in Richtung München Hauptbahnhof unterwegs und hielt im Bahnhof Garmisch-Partenkirchen, wo er planmäßig einen Aufenthalt von 10 Minuten hatte.

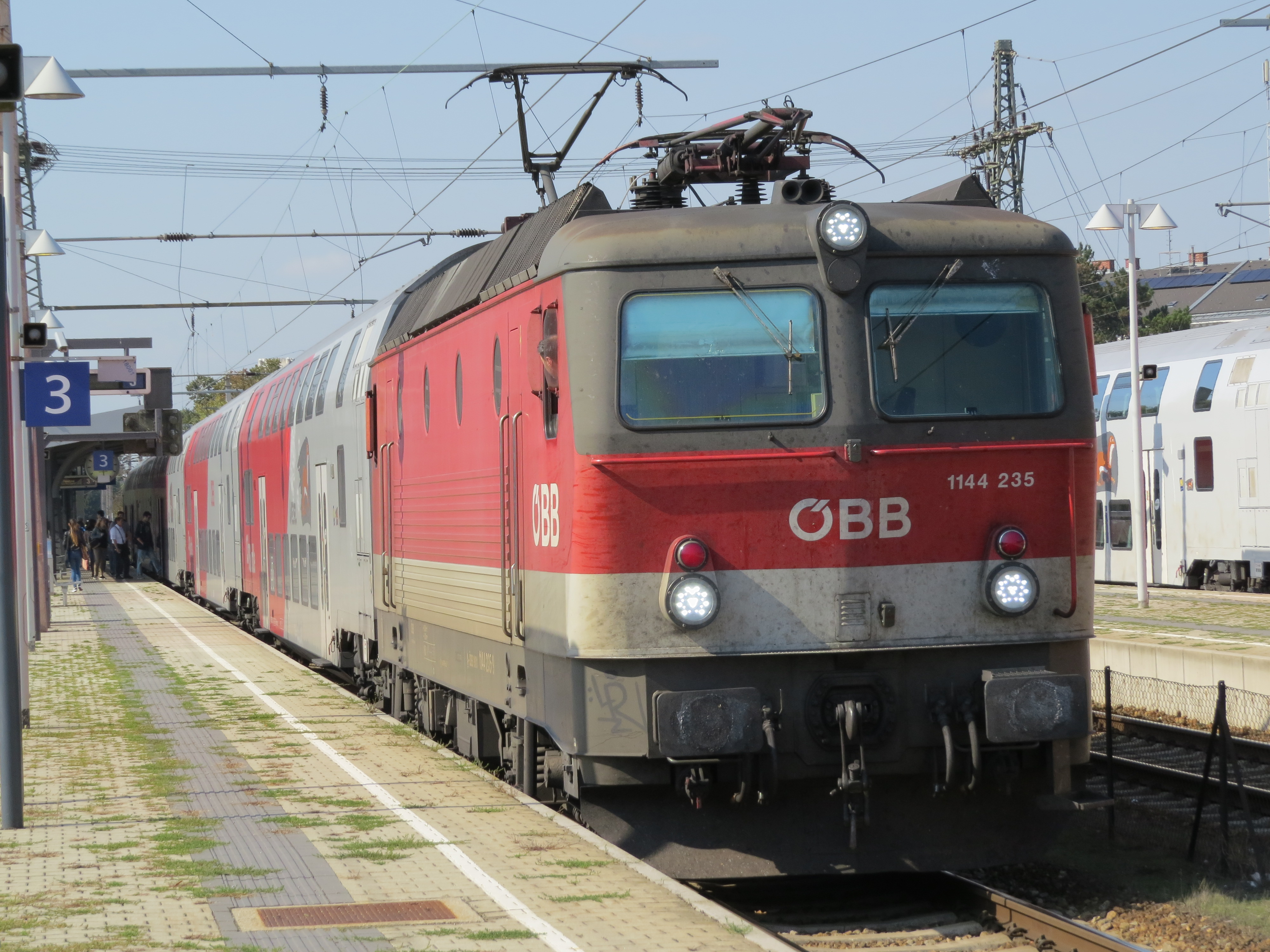
Die Lokomotive 1144 235 des Regional-Express-Zuges

In der Gegenrichtung fuhr der Gläserne Zug 491 001 als Sonderzug unter der Zugnummer 28827 über die eingleisige Bahnstrecke München–Garmisch-Partenkirchen auf Garmisch-Partenkirchen zu. Hier sollte er den RE 3612 kreuzen und dann seine Fahrt über die Mittenwaldbahn in Richtung Innsbruck fortsetzen. Der Gläserne Zug war ein historisches Fahrzeug, das sich vor allem dadurch auszeichnete, dass der obere Teil seines Aufbaus fast ausschließlich aus Panoramafenstern bestand, um den Fahrgästen eine ungestörte Aussicht zu ermöglichen. Der technische Preis dafür war, dass sein Aufprallschutz äußerst gering war.

## Unfallhergang
Der Zugführer des Regionalexpresses nutzte den Aufenthalt, um sich beim Serviceteam im Empfangsgebäude einen Kaffee zu besorgen. Dort war der Kaffee aber gerade ausgegangen und er musste warten, bis sein Kaffee die Kaffeemaschine durchlaufen hatte. Während er wartete, machte ihn ein Kollege darauf aufmerksam, dass die Abfahrtszeit seines Zuges gekommen sei. Der Zugführer lief zu seinem Zug, schloss die Wagentüren über die Automatik und erteilte dem Lokomotivführer den Abfahrauftrag. Dabei konnte er das Ausfahrsignal nicht sehen, das von Zug und Bahnsteigdach verdeckt wurde. Zum Unfallzeitpunkt schneite es leicht bei Temperaturen um null Grad Celsius.
Der Lokomotivführer hörte im Führerstand den Pfiff des Zugführers, sah aus dem Fenster und nahm den Abfahrauftrag auf. Während er noch den Zug entlang blickte, ließ er die Lokomotive anfahren. Dabei vergaß er, auf das Ausfahrsignal zu achten, das weiterhin „Halt“ gebot, um den entgegenkommenden Gläsernen Zug zu sichern. Als er sich setzen wollte und nach vorne blickte, bemerkte er den Gläsernen Zug nur wenige Meter vor sich. Er leitete eine Schnellbremsung ein, unmittelbar darauf setzte auch die Zwangsbremsung ein, da er das „Halt“ gebietende Signal überfahren hatte. Der Durchrutschweg war hier aber nicht ausreichend lang bemessen, um zu verhindern, dass ein gegen das „Halt“ gebietende Ausfahrsignal anfahrender Zug die anschließende Weiche erreichen kann. Die Züge stießen zusammen, als der Regionalexpress 47 km/h, der Gläserne Zug noch 37 km/h fuhr.

## Folgen
Ein Toter und 27 Verletzte im Gläsernen Zug waren die Folge, im Regionalexpress erlitten 14 weitere Menschen Verletzungen. Das Antriebsdrehgestell und eine Wagenhälfte des Gläsernen Zuges wurden bei dem Frontalzusammenstoß so schwer beschädigt, dass der Triebwagen seitdem nicht mehr fahrtüchtig ist. 1997 wurde er vom Verkehrsmuseum Nürnberg übernommen und steht seit Mai 2005 im Bahnpark Augsburg. Er wird durch die BSW-Stiftungs-Gruppe Gläserner Zug und dem Gläserner Zug e. V. restauriert. Die Wiederherstellung der Betriebsbereitschaft ist aus Kostengründen jedoch nicht vorgesehen.
Der Lokomotivführer des Regionalexpresses wurde zu zehn Monaten Freiheitsstrafe auf Bewährung und einer Geldbuße von 9.000 DM verurteilt, der Zugführer zu einer Geldbuße von 6.000 DM.